# 球面反照率
球面反照率（Bond albedo）是由美國天文學家乔治·邦德提出，並以他的姓氏命名。它的定義是天體反射入太空的所有電磁輻射和入射的電磁輻射功率比例。它考慮到了所有相位角上的所有波長電磁輻射。

## 應用
球面反照率在描述天體能量平衡上是相當重要的數值。
對於太陽系天體而言，每個波長的加權數是正比於太陽光譜。可見光是主要的部分，佔了超過40%的比例。
就像大多數種類的反照率，球面反照率的值在0和1之間。 
因為外太陽系天體在地球上觀測的相位角總是相當低，唯一可靠的量測資料是來自於太空探測器。
球面反照率原本是用在球型天體，但也可用於不規則天體。

## 相位積分
球面反照率（A）和幾何反照率（p）有以下關係式：
{\displaystyle A=pq{\frac {}{}}}
q 是相位積分，並可由定向散射通量 I(α) 和相位角 α（所有波長和方位角的平均值）積分求出：
{\displaystyle q=2\int _{0}^{\pi }{\frac {I(\alpha )}{I(0)}}\sin \alpha \,d\alpha .}
相位角 α 是輻射源（一般是太陽）和觀測者方位夾角，它的值在光線散射回光源的0°到趨向觀測者的180°之間。例如在衝或滿月時相位角的值極小，而背光天體或新月時相位角可達180°。

## 範例
球面反照率可能比幾何反照率大或小，這取決於天體表面和大氣層狀況而定。以下是一些範例：
| 天體名稱 | 球面反照率 | 幾何反照率 |
| -------- | ---------- | ---------- |
| 水星     | 0.119      | 0.138      |
| 金星     | 0.75       | 0.84       |
| 地球     | 0.29       | 0.367      |
| 月球     | 0.123      | 0.113      |
| 火星     | 0.16       | 0.15       |
| 木星     | 0.343      | 0.52       |
| 土星     | 0.342      | 0.47       |
| 土衛二   | 0.99       | 1.4        |
| 天王星   | 0.300      | 0.51       |
| 海王星   | 0.290      | 0.41       |
| 冥王星   | 0.4        | 0.44-0.61  |

## 外部連結
- discussion of Lunar albedo